# آنتيبين
عبارة عن قليل الببتيد معزول عن الشعيات ويستخدم في الأبحاث الكيميائية الحيوية كمثبط للبروتياز، تم الإبلاغ عنه في عام 1972 كأول ببتيد طبيعي الذي يحتوي على مجموعة اليوريلين. على وجه التحديد، هو مثبط من التربسين والباباين.